# Neolindus parahermani
Neolindus parahermani (лат.) — вид коротконадкрылых жуков рода Neolindus из подсемейства Paederinae (Staphylinidae). Название N. parahermani представляет собой сочетание «para», латинской приставки, означающей «подобный» или «равный», и «hermani» — названия вида N. hermani. Оно указывает на сходство морфологии между эдеагусами этих двух видов.

## Распространение
Неотропика. Вид известен только из типового местонахождения во Французской Гвиане (Roura, Réserve Naturelle Régionale Trésor). Он был собран с помощью оконной ловушки на высоте 225 м над уровнем моря (4°36’37.0"N, 52°16’42.5"W).

## Описание
Мелкие коротконадкрылые жуки. Длина тела около 13 мм. Голова и переднеспинка чёрные; ноги тёмно-коричневые; брюшко чёрное; межсегментная мембрана тёмно-коричневая. Передние голени с 5—6 хорошо развитыми гребнями волосков; мезотибиальный апикальный ктенидий с обеих сторон, внутренний длиннее наружного; мезотарсомер 1 длиннее 2, мезотарсомер 3 короче 1 и длиннее 4, мезотарсомер 5 длиннее мезотарсомера 1; внутренний ктенидий задней голени длиннее наружного; метатарсомер 1 длиннее метатарсомера 2, метатарсомер 3 короче метатарсомера 2, метатарсомер 4 такой же длины, как метатарсомер 3, метатарсомер 5 такой же длины, как метатарсомер 1.

## Систематика
Вид был впервые описан в 2024 году по типовым материалам из Южной Америки. Габитус N. parahermani похож на N. hermani по габитусу и морфологии гениталий. Однако их можно отличить по строению pPMS эдеагуса. Антипарамеральные апикальные рычаги pPMS у N. parahermani бифидальные с двумя острыми отростками, в то время как у N. hermani они заканчиваются округлым кончиком.